# Loxodidae
Famille
Les Loxodidae sont une famille de Ciliés de la classe des Karyorelictea et de l’ordre des Loxodida.

## Étymologie
Le nom de la famille vient du genre type Loxodes, dérivé du grec λοξός / loxos, « oblique, incliné ».

## Description
Loxodes rostrum « est parmi les Infusoires, l'un des plus intéressants qu'on puisse étudier ; selon un auteur allemand que site Pénard en 1917, il est absolument certain que nous avons dans le Loxodes un organisme qui s'écarte du type habituel des ciliés par plusieurs traits fondamentaux » »
Les membres des Loxodidae possèdent une forme allongée et aplatie latéralement. Ils partagent deux caractères clés : un rostre antérieur en forme de bec interrompant les kinés périorales (c'est-à-dire les rangées de cils autour de la bouche) et des organites cytoplasmiques particuliers appelés vésicules de Müller. Le développement extensif des lacunes du réticulum endoplasmique lisse conduit à une forte vacuolisation de l'endoplasme. Cette caractéristique est associée à une absence de vacuoles contractiles chez tous les Loxodidae. 
Loxodes a une forme lancéolée, fortement comprimée, la partie avant ayant un un bec recourbé ventralement ; à l’arrière, sur le bord ventral, on observe une pointe émoussée chez certaines espèces, ou largement arrondies chez d'autres espèces.
Comme les autres membres de cette famille, la bordée ciliée doit être désignée comme le côté droit et le côté non cilié comme le côté gauche. Le côté droit est légèrement convexe ; il empiète sur le côté gauche en avant et sur le bord longitudinal dorsal ; celui-ci est plat, ridé longitudinalement et présente un anneau fermé de poils longs, rigides et émoussés sur le bord. Les cils sont délicats, de longueur moyenne, denses en environ douze rangées longitudinales. 
L'ectoplasme apparaît toujours plus ou moins brunâtre en raison des « protrichocystes » brunâtres densément tassés sur la gauche, ceux-ci se trouvent dans des rangées longitudinales très étroites ; à droite, ils s'entassent dans les bandes intermédiaires. Ils s'accumulent dans des endroits particulièrement sollicités pour la force et l'élasticité (à l'extrémité avant du côté droit, mais surtout au niveau de la bouche).
L’endoplasme est alvéolé ou ondulé. On y observe un noyau composé de deux ou plusieurs petites parties sphériques indépendantes d'une structure très spéciale. Une membrane grossière se transforme vers l'intérieur en une couche floconneuse, puis en une couche claire ; celle-ci entoure le « corps interne » d'environ 5 à 6 μm de large, qui, lorsqu'il n'est pas coloré, apparaît presque homogène, bleuté ; d'autre part, il montre aussi des granules plus fortement teintées. Les micronoyaux sont au nombre de un, deux ou plus nombreux selon les espèces. 
Les corps ou vésicules de Müller, qui se trouvent en nombre variable (5 à 25) le long du bord dorsal, sont particulièrement remarquables : ce sont des vacuoles d'environ 6 μm de large contenant un liquide clair ; dans celle-ci flotte un globule brillant et jaunâtre, composé de granules semblables à des mûres ; un fil fin le relie à la paroi vésicale (appelé statoblaste par Penard).
La « poignée » ou « faucille » que forme la bouche n'est pas un pharynx, mais un organite, en forme de charnière, qui soutient qui les deux bords de la fente buccale ; le gosier est complètement absent. L'anus dépourvu de cils, se trouve sur le côté, sur le dernier quartier du corps cellulaire, mais parfois la nourriture est expulsée plus en avant. Il n'y a pas de vacuole contractile.
La division transversale s’effectue avec formation préalable du deuxième péristome. La conjugaison se fait principalement par fusion des surfaces buccales, parfois par la partie médiane de la face ventrale (chez chez Loxodes magnus). L’organisme se nourrit d’algues de divers groupes ou de colonies de rhodobactéries. 
Les mouvements de l'organisme se font principalement par glissement, moins souvent par rotation.

## Distribution
La famille des Loxodidae est assez largement répartie sur tout le globe mais de façon éparse.

## Liste des genres
Selon GBIF (12 avril 2023) :
- Loxodes Ehrenberg, 1830
  - Espèce type : Loxodes rostrum (O.F. Müller, 1773) Ehrenberg, 1830
- Remanella Foissner, 1996

## Systématique
Le nom valide de ce taxon est Loxodidae Bütschli, 1889.